# Webster Plantation
Webster Plantation es una plantación ubicada en el condado de Penobscot en el estado estadounidense de Maine. En el Censo de 2010 tenía una población de 85 habitantes y una densidad poblacional de 0,89 personas por km².

## Geografía
Webster Plantation se encuentra ubicada en las coordenadas 45°27′47″N 68°12′15″O / 45.46306, -68.20417. Según la Oficina del Censo de los Estados Unidos, Webster Plantation tiene una superficie total de 95.09 km², de la cual 94.92 km² corresponden a tierra firme y (0.19%) 0.18 km² es agua.

## Demografía
Según el censo de 2010, había 85 personas residiendo en Webster Plantation. La densidad de población era de 0,89 hab./km². De los 85 habitantes, Webster Plantation estaba compuesto por el 98.82% blancos, el 1.18% eran afroamericanos, el 0% eran amerindios, el 0% eran asiáticos, el 0% eran isleños del Pacífico, el 0% eran de otras razas y el 0% pertenecían a dos o más razas. Del total de la población el 0% eran hispanos o latinos de cualquier raza.